# Francisco Lacoma y Fontanet
Francisco Lacoma y Fontanet (kat. Francesc Lacoma i Fontanet) – hiszpański malarz pochodzący z Katalonii. Malował głównie kompozycje z kwiatów i owoców oraz portrety. Ze względu na zbieżność nazwisk oraz daty i miejsca urodzin jest często mylony z innym katalońskim malarzem Franciskiem Lacoma Sans (1784-1812).
Studiował w Królewskiej Katalońskiej Akademii Sztuk Pięknych św. Jerzego w Barcelonie. Przeniósł się do Madrytu, gdzie od 1819 roku studiował na Królewskiej Akademii Sztuk Pięknych św. Ferdynanda. Ostatecznie zamieszkał w Paryżu, gdzie pod kierunkiem belgijskiego malarza Gerarda van Spaendoncka doskonalił malowanie motywów kwiatowych. W Paryżu zainspirował się pracami Jacques-Louis Davida. Dwukrotnie wystawił swoje prace na Salonie Paryskim w 1810 i 1814 roku.
Z polecenia rządu hiszpańskiego skutecznie zajął się odzyskiwaniem dzieł skardzionych i wywiezionych do Francji w czasie inwazji napoleońskiej. W dowód uznania Ferdynand VII mianował go swoim nadwornym malarzem, został również honorowym członkiem Akademii św. Ferdynanda. Namalował wiele portretów członków rodziny królewskiej i hiszpańskiej arystokracji.
Jego dzieła można oglądać w Museu Nacional d’Art de Catalunya w Barcelonie.